# Mesoplophora pulchra
Mesoplophora pulchra är en kvalsterart som beskrevs av Sellnick 1928. Mesoplophora pulchra ingår i släktet Mesoplophora och familjen Mesoplophoridae. Inga underarter finns listade i Catalogue of Life.